# Old Harbour Bay
Old Harbour Bay är en vik i Jamaica.   Den ligger i parishen Parish of Saint Catherine, i den centrala delen av landet, 30 km väster om huvudstaden Kingston.